# سیمون هالد
سیمون هالد (دانمارکی: Simon Hald؛ زادهٔ ۲۸ سپتامبر ۱۹۹۴) بازیکن هندبال اهل دانمارک است.